# بلاسيتاس
بلاسيتاس هي مدينة، في كوبا، تقع في محافظة فيلا كلارا، بلغ عدد سكانها 71,208 نسمة وذلك حسب إحصائيات سنة 2004، تبلغ مساحتها 691 كيلومتر مربع.

## أعلام
- إميليو مولا
- ماريو غارسيا
- ميغيل دياز كانيل